# Karl Josef Gleispach
Karl Josef Gleispach (9. února 1811 Korneuburg – 12. ledna 1888 Štýrský Hradec) byl rakouský politik německé národnosti, v 2. polovině 19. století zemský hejtman Štýrska a poslanec Říšské rady.

## Biografie
Vystudoval práva. V letech 1833–1841 působil jako koncipista na krajském úřadě v Štýrském Hradci a u štýrského gubernia. Roku 1841 se ale stáhl ze státních služeb na své statky. Už tehdy zasedal v stavovském Štýrském zemském sněmu, kde předkládal reformní návrhy. V roce 1847 byl povolán i do zemského výboru. Během revolučního roku 1848 se pak naplno zapojil do politiky. Zasedl v provizorním zemském sněmu za rytířský a panský stav. 21. června 1848 byl rovněž v celostátních volbách zvolen na rakouský ústavodárný Říšský sněm. Zastupoval volební obvod Feldbach ve Štýrsku. Uvádí se jako rada stavovského výboru a statkář. V parlamentu zastával funkci zapisovatele a angažoval se v debatách o přijetí ústavy. Jeho přítel Franz Seraph von Stadion mu nabídl funkci místodržícího Štýrska, ale Gleispach ji odmítl. Byl ale důvěrníkem ministra vnitra a předsedal komisi pro daňové vyrovnání v souvislosti se zrušením poddanství. V roce 1851 podepsal protest zemského výboru proti pozastavení platnosti ústavy a byl pak zbaven funkce v daňové komisi.
Po obnovení ústavní vlády se opět zapojil do parlamentní politiky. Od roku 1861 byl poslancem Štýrského zemského sněmu a 3. dubna 1861 jej sněm zvolil za zemského hejtmana. 15. února 1867 byl v této funkci potvrzen. Z postu hejtmana odstoupil roku 1870. Zemský sněm ho roku 1861 delegoval i do Říšské rady (tehdy ještě volené nepřímo) za Štýrsko (kurie měst a tržních obcí). K roku 1861 se uvádí jako statkář a zemský hejtman, bytem v Štýrském Hradci.
Patřil k německým staroliberálům (takzvaná Ústavní strana, liberálně a centralisticky orientovaná, odmítající federalistické aspirace neněmeckých etnik).